# رؤساء وزراء سلوفينيا
رئيس وزراء سلوفينيا، رسمياً رئيس حكومة جمهورية سلوفينيا (بالسلوفينية: Predsednik Vlade Republike Slovenije)، هو رئيس حكومة جمهورية سلوفينيا. كان هناك تسعة حصلوا على المنصب منذ حصول البلاد على الديمقراطية البرلمانية في عام 1989 والاستقلال في عام 1991.

## قائمة رؤساء الوزراء

### مملكة يوغوسلافيا
| No. | الصورة | الاسم (الميلاد–الوفاة)      | فترة الحكم     | فترة الحكم    | فترة الحكم | الحزب               | ملك يوغوسلافيا (الفترة) | ملك يوغوسلافيا (الفترة) |
| No. | الصورة | الاسم (الميلاد–الوفاة)      | استلم المنصب   | ترك المنصب    | الأيام     | الحزب               | ملك يوغوسلافيا (الفترة) | ملك يوغوسلافيا (الفترة) |
| --- | ------ | --------------------------- | -------------- | ------------- | ---------- | ------------------- | ----------------------- | ----------------------- |
| 1   |        | جوزيف بوغاتشنيك (1866–1932) | 31 أكتوبر 1918 | 20 يناير 1919 | 81         | حزب الشعب السلوفيني | بيتر الأول(1918–1921)   |                         |

### جمهورية سلوفينيا الاشتراكية
| No.                    | الصورة                          | الاسم (الميلاد–الوفاة)      | فترة الحكم     | فترة الحكم     | الحزب                                                        |
| ---------------------- | ------------------------------- | --------------------------- | -------------- | -------------- | ------------------------------------------------------------ |
| رئيس الوزراء 1945–1953 |                                 |                             |                |                |                                                              |
| 1                      |                                 | بوريس كيدريتش (1912–1953)   | 5 مايو 1945    | يونيو 1946     | الحزب الشيوعي السلوفيني                                      |
| 2                      |                                 | ميها مارينكو (1900–1983)    | يونيو 1946     | 1953           | الحزب الشيوعي السلوفيني تغير في 1952 إلى عصبة شيوعي سلوفينيا |
| 2                      | رؤساء المجلس التنفيذي 1953–1991 |                             |                |                |                                                              |
| 2                      |                                 | ميها مارينكو (1900–1983)    | 1953           | 15 ديسمبر 1953 | عصبة شيوعي سلوفينيا                                          |
| 3                      |                                 | بوريس كرايغر (1914–1967)    | 15 ديسمبر 1953 | 25 يونيو 1962  | عصبة شيوعي سلوفينيا                                          |
| 4                      |                                 | فيكتور أفبلج (1914–1993)    | 25 يونيو 1962  | 1965           | عصبة شيوعي سلوفينيا                                          |
| 5                      |                                 | جانكو سمول (1921–2010)      | 1965           | 1967           | عصبة شيوعي سلوفينيا                                          |
| 6                      |                                 | ستين كافتشيتش (1919–1987)   | 1967           | 27 نوفمبر 1972 | عصبة شيوعي سلوفينيا                                          |
| 7                      |                                 | أندريه مارينك (ولد 1930)    | 27 نوفمبر 1972 | أبريل 1978     | عصبة شيوعي سلوفينيا                                          |
| 8                      |                                 | انطون فراتوسا (1915–2017)   | أبريل 1978     | يوليو 1980     | عصبة شيوعي سلوفينيا                                          |
| 9                      |                                 | جانيز زمليجاريتش (ولد 1928) | يوليو 1980     | 23 مايو 1984   | عصبة شيوعي سلوفينيا                                          |
| 10                     |                                 | دوشان جينجوج (ولد 1933)     | 23 مايو 1984   | 16 مايو 1990   | عصبة شيوعي سلوفينيا                                          |
|                        | الاشتراكيون الديمقراطيون        | دوشان جينجوج (ولد 1933)     | 23 مايو 1984   | 16 مايو 1990   |                                                              |

### جمهورية سلوفينيا
| No. | الصورة         | الاسم (الميلاد–الوفاة)     | فترة الحكم     | فترة الحكم | فترة الحكم | الحزب                      | الائتلاف | الانتخابات                                                  |
| No. | الصورة         | الاسم (الميلاد–الوفاة)     | استلم المنصب   | ترك المنصب | الأيام     | الحزب                      | الائتلاف | الانتخابات                                                  |
| --- | -------------- | -------------------------- | -------------- | --- | ---------- | -------------------------- | --- | ----------------------------------------------------------- |
| 1   |                | لويزه بيترل (ولد 1948)     | 16 مايو 1990   | 14 مايو 1992 | 729        | الديمقراطيون المسيحيون     | الديمقراطيون المسيحيون–الحزب الديمقراطي–الاتحاد الديمقراطي–حزب الشعب–سلوفينيا الخضراء                                       | 1990                                                        |
| 2   |                | يانيز درنوفشيك (1950–2008) | 14 مايو 1992   | 25 يناير 1993 | 2,946      | الحزب الديمقراطي الليبرالي | الديمقراطي الليبرالي–الحزب الديمقراطي–الحزب الديمقراطي السلوفيني –الحزب الاشتراكي–سلوفينيا الخضراء–الاشتراكيون الديمقراطيون | 1992                                                        |
| 2   | 25 يناير 1993  | يانيز درنوفشيك (1950–2008) | 27 فبراير 1997 | الديمقراطي الليبرالي–الديمقراطيون المسيحيون–الحزب الديمقراطي السلوفيني (1993–1994)–الاشتراكيون الديمقراطيون (1993–1996) | 2,946      | الحزب الديمقراطي الليبرالي | | 1992                                                        |
| 2   | 27 فبراير 1997 | يانيز درنوفشيك (1950–2008) | 7 يونيو 2000   | الحزب الديمقراطي السلوفيني–حزب الشعب–الحزب الديمقراطي للمتقاعدين                                                        | 2,946      | الحزب الديمقراطي الليبرالي | 1996 |                                                             |
| 3   |                | أندريه باجوك (1943–2011)   | 7 يونيو 2000   | 4 أغسطس2000 | 176        | حزب الشعب                  | 1996 | حزب الشعب–الديمقراطيون المسيحيون–الحزب الديمقراطي السلوفيني |
|     | 4 أغسطس 2000   | أندريه باجوك (1943–2011)   | 30 نوفمبر 2000 | سلوفينيا الجديدة | 176        |                            | 1996 | حزب الشعب–الديمقراطيون المسيحيون–الحزب الديمقراطي السلوفيني |
| (2) |                | يانيز درنوفشيك (1950–2008) | 30 نوفمبر 2000 | 19 ديسمبر 2002 | 749        | الحزب الديمقراطي الليبرالي | الحزب الديمقراطي الليبرالي–حزب الشعب–الحزب الديمقراطي للمتقاعدين–الاشتراكيون الديمقراطيون                                   | 2000                                                        |
| 4   |                | انطون روب (ولد 1960)       | 19 ديسمبر 2002 | 3 ديسمبر 2004 | 715        | الحزب الديمقراطي الليبرالي | الحزب الديمقراطي الليبرالي–حزب الشعب–الحزب الديمقراطي للمتقاعدين–الاشتراكيون الديمقراطيون                                   | 2000                                                        |
| 5   |                | يانيز يانشا (ولد 1958)     | 3 ديسمبر 2004  | 21 نوفمبر 2008 | 1,449      | الحزب الديمقراطي           | SDS–NSi–حزب الشعب–الحزب الديمقراطي للمتقاعدين                                                                               | 2004                                                        |
| 6   |                | بوروت باهور (ولد 1963)     | 21 نوفمبر 2008 | 10 فبراير 2012 | 1,176      | الديمقراطيون الاجتماعيون   | الاشتراكيون الديمقراطيون–الحزب الديمقراطي للمتقاعدين (2008–2011)–الحزب الديمقراطي الليبرالي–زاريس (2008–2011)               | 2008                                                        |
| (5) |                | يانيز يانشا (ولد 1958)     | 10 فبراير 2012 | 20 مارس 2013 | 404        | الحزب الديمقراطي           | الحزب الديمقراطي السلوفيني–سلوفينيا الجديدة–حزب الشعب–الحزب الديمقراطي للمتقاعدين–قائمة جريجور فيران                        | 2011                                                        |
| 7   |                | ألينكا براتوشيك(ولد 1970)  | 20 مارس 2013   | 31 مايو 2014 | 547        | سلوفينيا الإيجابية         | سلوفينيا الإيجابية–الحزب الديمقراطي للمتقاعدين–قائمة جريجور فيران–الاشتراكيون الديمقراطيون–حزب ألينكا براتوشيك              | 2011                                                        |
|     | 31 مايو 2014   | ألينكا براتوشيك(ولد 1970)  | 18 سبتمبر 2014 | حزب ألينكا براتوشيك | 547        |                            | سلوفينيا الإيجابية–الحزب الديمقراطي للمتقاعدين–قائمة جريجور فيران–الاشتراكيون الديمقراطيون–حزب ألينكا براتوشيك              | 2011                                                        |
| 8   |                | ميرو سيرار (ولد 1963)      | 18 سبتمبر 2014 | 13 سبتمبر 2018 | 1,456      | حزب الوسط الحديث           | حزب الوسط الحديث–الاشتراكيون الديمقراطيون–الحزب الديمقراطي للمتقاعدين                                                       | 2014                                                        |
| 9   |                | مارجان ساريك (ولد 1977)    | 13 سبتمبر 2018 | 3 مارس 2020 | 537        | قائمة مرجان شاريك          | قائمة مرجان شاريك–الاشتراكيون الديمقراطيون–حزب الوسط الحديث–حزب ألينكا براتوشيك–الحزب الديمقراطي للمتقاعدين                 | 2018                                                        |
| (5) |                | يانيز يانشا (ولد 1958)     | 3 مارس 2020    | 1 يونيو 2022 | 820        | الحزب الديمقراطي           | الحزب الديمقراطي السلوفيني–حزب الوسط الحديث–الحزب الديمقراطي للمتقاعدين (2020–2021)–سلوفينيا الجديدة                        | 2018                                                        |
| 10  |                | روبرت غولوب (مواليد 1967)  | 1 يونيو 2022   | حاليا | 1135       | حركة الحرية                | حركة الحرية (قائمة مرجان شاريك–حزب ألينكا براتوشيك, 2022)–الديمقراطيون الاشتراكيون–اليسار                                   | 9 (2022)                                                    |